# Piasek Wielki (gromada)
Piasek Wielki – dawna gromada, czyli najmniejsza jednostka podziału terytorialnego Polskiej Rzeczypospolitej Ludowej w latach 1954–1972.
Gromady, z gromadzkimi radami narodowymi (GRN) jako organami władzy najniższego stopnia na wsi, funkcjonowały od reformy reorganizującej administrację wiejską przeprowadzonej jesienią 1954 do momentu ich zniesienia z dniem 1 stycznia 1973, tym samym wypierając organizację gminną w latach 1954–1972.
Gromadę Piasek Wielki z siedzibą GRN w Piasku Wielkim utworzono – jako jedną z 8759 gromad na obszarze Polski – w powiecie buskim w woj. kieleckim, na mocy uchwały nr 13a/54 WRN w Kielcach z dnia 29 września 1954. W skład jednostki wszedł obszar dotychczasowej gromady Piasek Wielki oraz wieś Budzyń i parcelacja Budzyń z dotychczasowej gromady Dobrowoda ze zniesionej gminy Radzanów, część kolonii Piasek Mały z dotychczasowej gromady Piasek Mały ze zniesionej gminy Pęczelice, kolonia Równiny z dotychczasowej gromady Górki ze zniesionej gminy Grotniki oraz kolonia Zagajów z dotychczasowej gromady Zagajów ze zniesionej gminy Zborów w tymże powiecie. Dla gromady ustalono 13 członków gromadzkiej rady narodowej.
Gromadę zniesiono 31 grudnia 1959, a jej obszar włączono do gromady Olganów.